# حباب بن منذر
حَباب بن مُنذِر نام کامل: حباب بن منذر بن جَموح انصاری خزرجی سُلَمی از انصار و از قبیله خزرج بود. نظریات و پیشنهادهای وی در جنگ بدر مورد استقبال و پذیرش پیامبر اسلام، محمد قرار گرفت. در ماجرای سقیفه بنی ساعده حباب بن منذر گفت که باید از انصار یک امیر و از مهاجرین نیز یک امیر برگزیده شود که با مخالفت و نارضایتی ابوبکر مواجه شد. پس از آن بحث و گفتگو حباب بن منذر به ویژه با عمر بن خطاب بالا گرفت به طوریکه سعد بن عباده در زیر دست و پا قرار گرفت. از القاب حباب بن منذر ذوالرای می‌باشد.